# 湯浅京己
湯浅 京己（ゆあさ あつき、1999年7月17日 - ）は、三重県尾鷲市出身のプロ野球選手（投手）。右投右打。阪神タイガース所属。
NPBにおける史上初・史上唯一の独立リーグ出身の投手タイトル受賞者かつ国際大会日本代表投手。

## 経歴

### プロ入り前
尾鷲市立尾鷲小学校4年時から「尾鷲野球少年団」で野球を始め、尾鷲市立尾鷲中学校時代は「伊勢志摩ボーイズ」でプレー、主に内野手を務めた。小学校時代のチームメイトには1学年下に石伊雄太、2学年下に上田大河が居て、石伊とは同じ中学に通っていた。
聖光学院高校への進学後まもない1年の5月に成長痛による腰痛を発症、完治するまでの間はマネージャーへの転身を余儀なくされた。2年秋に投手として選手に復帰し11月の練習試合で初登板、3年春の県大会で公式戦デビューを果たし、同大会決勝戦での先発にも抜擢された。3年夏の県大会では背番号18を背負い、ストレートの球速が最速145km/hを記録するほどに成長を見せるも、全国選手権大会ではベンチ入りメンバーから外れた。なお、高校の2学年先輩には佐藤都志也がいた。大学進学の勧めもあった中で、独立リーグ挑戦を決意。
2017年11月にベースボール・チャレンジ・リーグ（BCリーグ）のトライアウトを受験し、BCリーグのドラフト会議で富山GRNサンダーバーズから1位で指名。BCリーグの球団に所属する選手は1シーズン在籍しただけでもNPBドラフト会議での指名対象に含まれることから、短期間でのNPB入りを目標に富山へ入団した。背番号は17。

### BC富山時代
2018年には、春先から投球フォームの修正や基礎体力の養成に専念していた。5月にリーグ戦への初登板を果たしてからは、先発ローテーションの一角に定着。15試合の登板で3勝7敗、防御率5.72という成績を残した。
2018年シーズン終了後のNPBドラフト会議で、阪神タイガースから6巡目で指名。契約金2000万円、年俸500万円（金額は推定）という条件で入団した。背番号は65。富山球団から支配下登録選手扱いでの指名を経てNPBの球団と契約した選手は湯浅が初めてとなった。

### 阪神時代
2019年には、首脳陣が高卒2年目の湯浅を慎重に育てる方針を立てたことを背景に春季キャンプから二軍生活に終始した。ウエスタン・リーグの公式戦では3月27日の対オリックス・バファローズ戦（舞洲ベースボールスタジアム）で初登板・初セーブ、4月23日の対福岡ソフトバンクホークス戦（阪神鳴尾浜球場）で初先発・初勝利を記録した。その後も公式戦3試合に登板したが、6月に腰椎の疲労骨折が判明したため戦線を離脱。みやざきフェニックス・リーグでの実戦復帰を控えていた秋口にも腰椎を骨折したため、復帰に至らないままシーズンを終えた。
2020年には腰椎のリハビリを優先。シーズン開幕前後の6月に練習試合で登板したものの、登板後も腰の状態が思わしくなかったため一・二軍を通じて公式戦への登板機会はなかった。
2021年には、春季二軍キャンプ中に右足（ハムストリング）の肉離れを発症した影響でレギュラーシーズンの開幕に出遅れた。5月8日に福岡ソフトバンクホークス（阪神鳴尾浜球場）とのウエスタン・リーグ公式戦で2シーズンぶりに実戦登板を果たすと、ストレートで自己最速の153km/hを記録。その後も4試合の救援登板で無失点を続けたことから6月1日に入団後初めて一軍へ合流した。6月3日の対オリックス・バファローズ戦（阪神甲子園球場）9回表に救援で一軍公式戦のマウンドに初めて立つと6月5日の対福岡ソフトバンクホークス戦（阪神甲子園球場）でも8回表に登板。湯浅もいずれの試合でチームが大差を付けられた局面からの登板だったが、複数失点を喫したことから6月6日付で出場選手登録を抹消され、シーズン防御率18.00に終わった。
2022年には、プロ入り後初めて一軍の宜野座キャンプに抜擢されると、首脳陣へのアピールを続けオープン戦を完走。そのまま一軍に帯同し開幕を迎えた。4月6日の対横浜DeNAベイスターズ戦（阪神甲子園球場）で11回表に登板し、味方の拙守により無死三塁のピンチを招くも後続を断ち、プロ初ホールドを記録した。以降主に勝ち試合の8回を担い、4月12日の対中日ドラゴンズ戦（バンテリンドームナゴヤ）から6月19日の対横浜DeNAベイスターズ戦（阪神甲子園球場）で失点するまで17試合連続で無失点に抑えるなど安定した投球を見せた。6月7日に疲労回復のため抹消されるも、同17日に一軍復帰した。6月24日の対中日ドラゴンズ戦（阪神甲子園球場）では念願のプロ初勝利を挙げた。オールスターゲームにはファン投票のセ・リーグ中継ぎ投手部門トップで選出され、第1戦（福岡PayPayドーム）の7回表に同点の場面で初登板。以降もセットアッパーとして好投を重ね、8月から10月にかけては計20試合に登板し無失点に抑えるなど尻上がりに調子を上げた。最終戦となる10月2日の対東京ヤクルトスワローズ戦（阪神甲子園球場）では4回に2番手として登板し28試合連続となる無失点。45ホールドポイント目を挙げ、中日ドラゴンズのジャリエル・ロドリゲスと共に最優秀中継ぎのタイトルを手にした。4日には野球日本代表の強化試合にメンバーとして初選出された。背番号は65。8日に行われた横浜DeNAベイスターズとのCSファーストステージ（横浜スタジアム）では、第1戦で8回二死一・二塁の場面で登板し、牧秀悟を空振り三振に抑え、9回も続投し、プロ入り後初めて一軍でセーブシチュエーションを抑えた。プロ入り4年目ながら新人王の権利を有していたが、タイトルは読売ジャイアンツの大勢に譲った。しかしながら、その活躍が認められ、11月25日のNPB AWARDS 2022ではセ・リーグ連盟特別表彰として新人特別賞を受賞した。同月30日には4200万円増の年俸4700万円で契約を更改。昇給率は840%であり、阪神では史上最高（当時）、NPBにおいても歴代3位（当時）となる昇給率であると報じられている。
2023年1月26日、2023 ワールド・ベースボール・クラシック日本代表に選出されたことが発表された。背番号は22。東京ドーム（1次ラウンド・プールB）で行われた3月9日の対中国戦で8回表に3番手として大会初登板を果たし、3者連続三振を奪った。12日の対オーストラリア戦では8回裏から4番手として登板し、1回を無失点に抑えた。舞台をフロリダ州マイアミのローンデポ・パークに移して行われたメキシコ代表との準決勝（21日）では、連打を打たれて勝ち越しを許した山本由伸の救援として一死一・三塁というピンチの場面で緊急登板した。投げ間違えば大量失点に繋がりかねない局面であったが、4番のロウディ・テレスを三振に打ち取るなどの力投により最終的に1失点（自責0）で切り抜けた。この大きなピンチを最少失点で凌いだチームはその後サヨナラ勝ちを収め、決勝に進出した。
帰国後は25日からチームに合流し、翌26日には一軍の練習に参加。29日のオリックスとのウエスタン・リーグ公式戦で帰国後初登板。1回を9球で無失点に締める好投を見せ、体調が万全であることを示し、開幕一軍入りした。この年はクローザーとして期待され、31日の対DeNAの開幕戦では3点差の場面で9回に登板。3与四球と苦しみながらも無失点で抑え、レギュラーシーズン初セーブを記録した。その後も好調を維持していたものの、4月16日付の公示で疲労を原因に登録を抹消された。その後、二軍での調整期間を経て5月26日に一軍に復帰し、同日の対巨人戦（甲子園）で復帰登板を果たした。しかし、6月3日の対千葉ロッテマリーンズ戦（甲子園）でのセーブ失敗を皮切りに3連続でセーブ失敗を喫したことで再調整を課せられ、翌16日に登録を抹消された。降格後は順調な調整を見せていたため7月終盤に再昇格が見込まれていたが、30日の登板で左脇腹を痛めたことで離脱が長期化した。この負傷によってレギュラーシーズンでの復帰を断念した湯浅はポストシーズンでの復帰を念頭に置いた調整を開始し、10月の対広島二軍戦で実戦復帰を果たした。その後はみやざきフェニックス・リーグで5試合に登板して無失点に抑えるなど実戦感覚を取り戻し、オリックスとの日本シリーズ出場資格者名簿40人枠に名を連ねた。10月31日に約4か月ぶりとなる一軍本隊に合流し、翌11月1日の第4戦（甲子園）に同点の8回二死一・三塁という絶体絶命の場面で復帰登板を果たすと、1球で中川圭太を内飛に打ち取り無失点に抑えた。この博打とも思える起用について監督の岡田彰布は「湯浅に送られるファンの大声援で甲子園のムードを変えるため」であると語り、厳しい場面で期待に応えた湯浅を讃えた。翌日の第5戦（甲子園）では2点ビハインドの8回に登板し無失点に抑えると、直後の攻撃で味方が一挙6点を奪う猛攻を見せ逆転したため勝ち投手となった。12月21日に現状維持で契約を更改した。
2024年は、身体の強い違和感もあり一軍での登板がなく、ウエスタン・リーグで25試合に登板して2勝2敗5セーブ、防御率7.48の成績に終わり、7月10日の鳴尾浜球場での対くふうハヤテベンチャーズ静岡戦での登板を最後に戦線を離脱した。その後、チームメイトである岩貞祐太の指摘もあり病院の診察を受けたところ、国指定の難病である胸椎黄色靱帯骨化症に罹患したことが明らかになり、福島県内の病院で胸椎黄色靭帯骨化切除術を受けることとなった。8月25日に退院し、今後はリハビリを行い、翌年の復帰を目指すこととなった。11月20日に1000万円ダウンとなる3700万円で契約を更改した。
2025年はキャンプ初日からブルペン入りするなど回復をアピールし、2月22日に行われたハンファ・イーグルスとの練習試合で実戦復帰を果たした（1回1失点）。その後も二軍で登板を重ね、4月24日付の公示でオリックスとの日本シリーズ以来となる一軍昇格。同29日の対中日戦（バンテリン）でレギュラーシーズン684日ぶりとなる一軍登板を果たした（1回無失点）。

## 選手としての特徴
躍動感のあるフォームから投げ下ろす最速156km/hのストレートを武器に、スライダー、カーブ、チェンジアップ、フォーク、スプリット、カットボールを操る。
ストレートについては、富山時代に球速が急上昇。当時の監督・伊藤智仁の指導によるトレーニングが功を奏して、福井ミラクルエレファンツとの地区シリーズでは151km/hを記録した。
阪神タイガース入団時の担当スカウトの筒井和也は、湯浅の投手としての魅力として「まずハート。2番目は球威・投げっぷり。3番目に技術。変化球を投げられる基礎も持っているが、それ以上に投げっぷりと、なんといっても度胸・ハートが素晴らしい」と評価している。
佐藤義則は阪神タイガースの抑えとして湯浅が最適であると評しており、小山正明からも「リリーフエース」と認められている。また、侍ジャパンの監督を務める栗山英樹からも「阪神タイガース最強の抑え」と認識されており、2023年のWBC日本代表にストッパー候補として選出されるなどリリーフ適性が高く評価されている。

## 人物
京己と書いて「あつき」と読ませる名前には、「自分で自分の京（みやこ）を築けるように」「己（自分）の道を進んで行けるように」という両親からのメッセージが込められている。2022年8月5日の選手談話では、自身の名前に引っ掛けて「アツアツな投球ができた」とコメントを残した。
愛称は「あっくん」。
座右の銘は「雲外蒼天」。2022年春キャンプでの「1日キャプテン」の際もこの言葉をシャツに記しているほか、グラブにもこれを刺繍している。
グラブには上記の「雲外蒼天」の下に青い熊のイラストが刺繍してあるが、これは阪神入団後の2019年に富山時代の伊藤智仁監督からかけられた「あ…焦るな、お…怒るな、い…威張るな、く…腐るな、ま…負けるな」というアドバイスがモチーフである。
同級生である読売ジャイアンツの大勢とは2022年オフに日本代表の強化試合でチームメイトとなって以来親交が深い。この仲の良さはメディアやSNSでもたびたび話題となっており、大勢が好投した際に使われる「大勢はガチ」というフレーズと上述の「アツアツ」を組み合わせて「ガチアツコンビ」と呼称されることも多い。

## 詳細情報

### 年度別投手成績
| 年 度     | 球 団     | 登 板 | 先 発 | 完 投 | 完 封 | 無 四 球 | 勝 利 | 敗 戦 | セ 丨 ブ | ホ 丨 ル ド | 勝 率 | 打 者 | 投 球 回 | 被 安 打 | 被 本 塁 打 | 与 四 球 | 敬 遠 | 与 死 球 | 奪 三 振 | 暴 投 | ボ 丨 ク | 失 点 | 自 責 点 | 防 御 率 | W H I P |
| --------- | --------- | ----- | ----- | ----- | ----- | -------- | ----- | ----- | -------- | ----------- | ----- | ----- | -------- | -------- | ----------- | -------- | ----- | -------- | -------- | ----- | -------- | ----- | -------- | -------- | ------- |
| 2021      | 阪神      | 3     | 0     | 0     | 0     | 0        | 0     | 0     | 0        | 0           | ----  | 21    | 3.0      | 10       | 0           | 2        | 0     | 0        | 2        | 2     | 0        | 7     | 6        | 18.00    | 4.00    |
| 2022      | 阪神      | 59    | 0     | 0     | 0     | 0        | 2     | 3     | 0        | 43          | .400  | 221   | 58.0     | 38       | 1           | 12       | 0     | 0        | 67       | 2     | 0        | 7     | 7        | 1.09     | 0.86    |
| 2023      | 阪神      | 15    | 0     | 0     | 0     | 0        | 0     | 2     | 8        | 3           | .000  | 67    | 14.1     | 15       | 3           | 8        | 0     | 0        | 15       | 0     | 0        | 8     | 7        | 4.40     | 1.60    |
| 通算：3年 | 通算：3年 | 77    | 0     | 0     | 0     | 0        | 2     | 5     | 8        | 46          | .286  | 309   | 75.1     | 63       | 4           | 22       | 0     | 0        | 84       | 4     | 0        | 22    | 20       | 2.39     | 1.13    |

- 2024年度シーズン終了時
- 各年度の太字はリーグ最高

### WBCでの投手成績
| 年 度 | 代 表 | 登 板 | 先 発 | 勝 利 | 敗 戦 | セ ｜ ブ | 打 者 | 投 球 回 | 被 安 打 | 被 本 塁 打 | 与 四 球 | 敬 遠 | 与 死 球 | 奪 三 振 | 暴 投 | ボ ｜ ク | 失 点 | 自 責 点 | 防 御 率 |
| ----- | ----- | ----- | ----- | ----- | ----- | -------- | ----- | -------- | -------- | ----------- | -------- | ----- | -------- | -------- | ----- | -------- | ----- | -------- | -------- |
| 2023  | 日本  | 3     | 0     | 0     | 0     | 0        | 10    | 2.2      | 2        | 0           | 1        | 0     | 0        | 4        | 0     | 0        | 0     | 0        | 0.00     |

### 年度別守備成績
| 年 度 | 球 団 | 投手  | 投手  | 投手  | 投手  | 投手  | 投手     |
| 年 度 | 球 団 | 試 合 | 刺 殺 | 補 殺 | 失 策 | 併 殺 | 守 備 率 |
| ----- | ----- | ----- | ----- | ----- | ----- | ----- | -------- |
| 2021  | 阪神  | 3     | 0     | 3     | 0     | 0     | 1.000    |
| 2022  | 阪神  | 59    | 5     | 13    | 1     | 1     | .947     |
| 2023  | 阪神  | 15    | 0     | 4     | 0     | 0     | 1.000    |
| 通算  | 通算  | 77    | 5     | 20    | 1     | 1     | .962     |

- 2024年度シーズン終了時

### タイトル
- 最優秀中継ぎ投手：1回（2022年）

### 表彰
- セ・リーグ 連盟特別表彰：1回（新人特別賞：2022年）
- 三重県スポーツ特別奨励賞（2023年）
- 関西スポーツ賞 特別賞（2022年[94]）

### 記録
初記録
- 初登板：2021年6月3日、対オリックス・バファローズ3回戦（阪神甲子園球場）、9回表に4番手で救援登板、1回2失点
- 初奪三振：同上、9回表に頓宮裕真から見逃し三振
- 初ホールド：2022年4月6日、対横浜DeNAベイスターズ2回戦（阪神甲子園球場）、11回表に3番手で救援登板、1回無失点
- 初勝利：2022年6月24日、対中日ドラゴンズ9回戦（阪神甲子園球場）、8回表一死に2番手で救援登板、2/3回無失点
- 初セーブ：2023年3月31日、対横浜DeNAベイスターズ1回戦（京セラドーム大阪）、9回表に5番手で救援登板・完了、1回無失点

その他の記録
- オールスターゲーム出場：1回（2022年）※2023年も選出されたが出場辞退[95]

### 独立リーグでの投手成績
| 年 度     | 球 団     | 防 御 率 | 登 板 | 勝 利 | 敗 戦 | セ 丨 ブ | 完 投 | 投 球 回 | 打 者 | 被 安 打 | 被 本 塁 打 | 奪 三 振 | 与 四 球 | 与 死 球 | 失 点 | 自 責 点 | 暴 投 | ボ 丨 ク | 失 策 |
| --------- | --------- | -------- | ----- | ----- | ----- | -------- | ----- | -------- | ----- | -------- | ----------- | -------- | -------- | -------- | ----- | -------- | ----- | -------- | ----- |
| 2018      | 富山      | 5.72     | 15    | 3     | 7     | 0        | 0     | 74       | 331   | 75       | 3           | 54       | 41       | 5        | 51    | 47       | 9     | 0        | 3     |
| 通算：1年 | 通算：1年 | 5.72     | 15    | 3     | 7     | 0        | 0     | 74       | 331   | 75       | 3           | 54       | 41       | 5        | 51    | 47       | 9     | 0        | 3     |

### 背番号
- 17（2018年）
- 65（2019年[12] - 、侍ジャパンシリーズ2022[32]）
- 22（2023年WBC）

### 代表歴
- 2023 ワールド・ベースボール・クラシック日本代表